# Mic (Einheit)
Das Mic war eine um 1900 in der britischen Royal Navy benutzte Maßeinheit der elektrischen Induktivität.
{\displaystyle 1\,{\textrm {Mic}}=10^{-6}\,{\textrm {H}}}